# Newsham (Durham)
Newsham lub Newsam – civil parish w Anglii, w hrabstwie Durham, w dystrykcie Stockton-on-Tees. W 2001 civil parish liczyła 61 mieszkańców.